# 430 kilomètres de Mexico 1991
Navigation
Édition précédente Édition suivante
Les 430 kilomètres de Mexico 1991, disputées le 6 octobre 1991 sur le circuit des frères Rodriguez ont été la septième manche du Championnat du monde des voitures de sport 1991.

## La course

### Classement de la course
Voici le classement officiel au terme de la course,.
- Les premiers de chaque catégorie du championnat du monde sont signalés par un fond jaune.
- Pour la colonne Pneus, il faut passer le curseur au-dessus du modèle pour connaître le manufacturier de pneumatiques.
- Les voitures ne réussissant pas à parcourir 90% de la distance du gagnant sont non classées (NC).

| Pos  | Classe | no | Écurie                             | Pilotes                            | Châssis                              | Pneus | Tours | Temps                |
| Pos  | Classe | no | Écurie                             | Pilotes                            | Moteur                               | Pneus | Tours | Temps                |
| ---- | ------ | -- | ---------------------------------- | ---------------------------------- | ------------------------------------ | ----- | ----- | -------------------- |
| 1    | C1     | 6  | Peugeot Talbot Sport               | Keke Rosberg Yannick Dalmas        | Peugeot 905 Evo 1B                   | M     | 98    | 2 h 29 min 25 s 811  |
| 1    | C1     | 6  | Peugeot Talbot Sport               | Keke Rosberg Yannick Dalmas        | Peugeot SA35 3.5L V10 Atmo           | M     | 98    | 2 h 29 min 25 s 811  |
| 2    | C1     | 5  | Peugeot Talbot Sport               | Mauro Baldi Philippe Alliot        | Peugeot 905 Evo 1B                   | M     | 97    | + 1 tour             |
| 2    | C1     | 5  | Peugeot Talbot Sport               | Mauro Baldi Philippe Alliot        | Peugeot SA35 3.5L V10 Atmo           | M     | 97    | + 1 tour             |
| 3    | C2     | 14 | Team Salamin Primagaz Joest Racing | Bernd Schneider "John Winter"      | Porsche 962C                         | G     | 94    | + 3 tours            |
| 3    | C2     | 14 | Team Salamin Primagaz Joest Racing | Bernd Schneider "John Winter"      | Porsche Type-935 3.2L Flat-6 Turbo   | G     | 94    | + 3 tours            |
| 4    | C1     | 8  | Euro Racing                        | Cor Euser Charles Zwolsman         | Spice SE90C                          | G     | 93    | + 4 tours            |
| 4    | C1     | 8  | Euro Racing                        | Cor Euser Charles Zwolsman         | Ford Cosworth DFR 3.5L V8 Atmo       | G     | 93    | + 4 tours            |
| 5    | C2     | 59 | Team Salamin Primagaz Joest Racing | Derek Bell Giampiero Moretti       | Porsche 962C                         | G     | 92    | + 5 tours            |
| 5    | C2     | 59 | Team Salamin Primagaz Joest Racing | Derek Bell Giampiero Moretti       | Porsche Type-935 3.2L Flat-6 Turbo   | G     | 92    | + 5 tours            |
| 6    | C1     | 3  | Silk Cut Jaguar                    | Derek Warwick David Brabham        | Jaguar XJR-14                        | G     | 92    | + 5 tours            |
| 6    | C1     | 3  | Silk Cut Jaguar                    | Derek Warwick David Brabham        | Cosworth HB 3.5L V8 Atmo             | G     | 92    | + 5 tours            |
| 7    | C2     | 13 | Courage Compétition                | Pascal Fabre Lionel Robert         | Cougar C26S                          | G     | 90    | + 7 tours            |
| 7    | C2     | 13 | Courage Compétition                | Pascal Fabre Lionel Robert         | Porsche Type-935 3.2L Flat-6 Turbo   | G     | 90    | + 7 tours            |
| 8    | C2     | 17 | Repsol Brun Motorsport             | Jesús Pareja Massimo Sigala        | Porsche 962C                         | Y     | 89    | + 8 tours            |
| 8    | C2     | 17 | Repsol Brun Motorsport             | Jesús Pareja Massimo Sigala        | Porsche Type-935 3.2L Flat-6 Turbo   | Y     | 89    | + 8 tours            |
| 9    | C2     | 18 | Mazdaspeed                         | Pierre Dieudonné Yojiro Terada     | Mazda 787                            | D     | 89    | + 8 tours            |
| 9    | C2     | 18 | Mazdaspeed                         | Pierre Dieudonné Yojiro Terada     | Mazda R26B 2.6L 4-Rotor              | D     | 89    | + 8 tours            |
| 10   | C2     | 12 | Courage Compétition                | François Migault Tomas Saldaña     | Cougar C26S                          | G     | 88    | + 9 tours            |
| 10   | C2     | 12 | Courage Compétition                | François Migault Tomas Saldaña     | Porsche Type-935 3.2L Flat-6 Turbo   | G     | 88    | + 9 tours            |
| Abd. | C1     | 1  | Team Sauber Mercedes               | Jochen Mass Jean-Louis Schlesser   | Mercedes-Benz C291                   | G     | 80    | Problème électriques |
| Abd. | C1     | 1  | Team Sauber Mercedes               | Jochen Mass Jean-Louis Schlesser   | Mercedes-Benz M291 3.5L Flat-12 Atmo | G     | 80    | Problème électriques |
| Abd. | C1     | 2  | Team Sauber Mercedes               | Karl Wendlinger Michael Schumacher | Mercedes-Benz C291                   | G     | 63    | Pompe à huile        |
| Abd. | C1     | 2  | Team Sauber Mercedes               | Karl Wendlinger Michael Schumacher | Mercedes-Benz M291 3.5L Flat-12 Atmo | G     | 63    | Pompe à huile        |
| Abd. | C1     | 21 | Konrad Motorsport                  | Franz Konrad Stefan Johansson      | Konrad KM-011                        | Y     | 36    | Boite de vitesses    |
| Abd. | C1     | 21 | Konrad Motorsport                  | Franz Konrad Stefan Johansson      | Lamborghini 3512 3.5L V12 Atmo       | Y     | 36    | Boite de vitesses    |
| Abd. | C1     | 16 | Repsol Brun Motorsport             | Oscar Larrauri                     | Brun C91                             | Y     | 31    | Démarreur            |
| Abd. | C1     | 16 | Repsol Brun Motorsport             | Oscar Larrauri                     | Judd EV 3.5L V8 Atmo                 | Y     | 31    | Démarreur            |
| Abd. | C2     | 11 | Porsche Kremer Racing              | Manuel Reuter Tomas Lopez          | Porsche 962CK6                       | Y     | 19    | Suspension           |
| Abd. | C2     | 11 | Porsche Kremer Racing              | Manuel Reuter Tomas Lopez          | Porsche Type-935 3.2L Flat-6 Turbo   | Y     | 19    | Suspension           |
| Abd. | C1     | 7  | Louis Descartes                    | Luigi Taverna Patrick Gonin        | ALD C91                              | G     | 1     | Différentiel         |
| Abd. | C1     | 7  | Louis Descartes                    | Luigi Taverna Patrick Gonin        | Ford Cosworth DFR 3.5L V8 Atmo       | G     | 1     | Différentiel         |
| Np.  | C1     | 4  | Silk Cut Jaguar                    | Teo Fabi                           | Jaguar XJR-14                        | G     | -     | Moteur               |
| Np.  | C1     | 4  | Silk Cut Jaguar                    | Teo Fabi                           | Cosworth HB 3.5L V8 Atmo             | G     | -     | Moteur               |

## Pole position et record du tour
- Pole position :  Philippe Alliot (#5 Peugeot Talbot Sport) en 1 min 19 s 229
- Meilleur tour en course :  Michael Schumacher (#2 Team Sauber Mercedes) en 1 min 21 s 611

## Tours en tête
- no 5 Peugeot 905 Evo 1 Bis - Peugeot Talbot Sport : 63 tours (1-63 )
- no 6 Peugeot 905 Evo 1 Bis - Peugeot Talbot Sport : 34 tours (64 / 66-98)
- no 3 Jaguar XJR-14 - Silk Cut Jaguar : 1 tour (65)

## À noter
- Longueur du circuit : 4,421 km
- Distance parcourue par les vainqueurs : 433,258 km